# Olympische Sommerspiele 1996/Teilnehmer (Laos)
| Gelbes Symbol für Goldmedaillen mit stilisierten Olympischen Ringen | Graues Symbol für Silbermedaillen mit stilisierten Olympischen Ringen | Braundes Symbol für Bronzemedaillen mit stilisierten Olympischen Ringen |
| ------------------------------------------------------------------- | --------------------------------------------------------------------- | ----------------------------------------------------------------------- |
| —                                                                   | —                                                                     | —                                                                       |

Laos nahm an den Olympischen Sommerspielen 1996 in Atlanta, USA, mit einer Delegation von fünf Sportlern (vier Männer und eine Frau) teil.

## Teilnehmer nach Sportarten

### Leichtathletik
- Poutavanh Phengthalangsy
4 × 100 Meter: Vorläufe

- Thongdy Amnouayphone
4 × 100 Meter: Vorläufe

- Sisomphone Vongpharkdy
4 × 100 Meter: Vorläufe

- Souliyasak Ketkeolatsami
4 × 100 Meter: Vorläufe

- Sirivanh Ketavong
Frauen, Marathon: 64. Platz